# Teilung Koreas

Teilung Koreas: ab 1945 entlang des 38. Breitengrads, seit Ende des Koreakriegs 1953 entlang einer Demarkationslinie (blau) mit einer etwa 4 km (2,5 miles) breiten demilitarisierten Zone (rot)

Die Teilung Koreas in einen Nord- und einen Südteil, aus denen 1948 die als Nord- und Südkorea bekannten Staaten hervorgingen, geht auf das Jahr 1945 nach dem Ende des Zweiten Weltkriegs mit Einrichtung der zwei Besatzungszonen zurück.

## Teilung nach dem Zweiten Weltkrieg
Nach der Niederlage und Kapitulation Japans im Pazifikkrieg besetzten die Alliierten nicht nur das heutige Japan selbst, sondern auch das 1910 durch Japan annektierte Korea, welches diesem als Provinz Chōsen eingegliedert worden war. In einer in der koreanischen Bevölkerung – welche sich endlich staatliche Souveränität erhoffte – umstrittenen Entscheidung übertrug der UN-Treuhandrat zunächst der Sowjetunion und den USA die treuhänderische Verwaltung des Landes.
Die beiden Siegermächte des Zweiten Weltkriegs teilten das Land entlang des 38. Breitengrads unter sich auf. Nachdem die Rote Armee kurz vor Kriegsende infolge der sowjetischen Invasion der Mandschurei den japanischen Marionettenstaat Mandschukuo aufgelöst hatte, übernahm die Sowjetunion den nördlichen Teil, während die Vereinigten Staaten den Süden verwalteten. Ziel der Treuhänderschaft sollte es sein, eine provisorische koreanische Regierung einzurichten, die „frei und unabhängig in ihrer Ausrichtung“ sein sollte.
Die vorgesehenen – gesamtkoreanischen – Wahlen fanden nicht statt, da die Sowjetunion aufgrund der zunehmenden Spannungen im beginnenden Kalten Krieg zwischen den Alliierten des Zweiten Weltkriegs die Verwirklichung der Pläne der Vereinten Nationen aussetzte. In Folge wurden in beiden Besatzungszonen separate Wahlen durchgeführt, die in dem südlichen, durch die USA kontrollierten Gebiet mehrheitlich boykottiert wurden.
Nach der Wahl in der südlichen Besatzungszone errichteten beide Besatzungsmächte auf ihrem Gebiet unabhängige, eigenständige koreanische Staaten und setzten Regierungen ein, die ihren Kurs vertraten. Zuerst wurde Südkorea als Republik Korea am 15. August 1948 gegründet und kurz darauf Nordkorea als Demokratische Volksrepublik Korea am 26. August 1948. Beide Staaten proklamierten vom Beginn ihrer Existenz an die Souveränität über die gesamte Halbinsel für sich. Die sowjetischen Besatzungstruppen zogen 1948 und die US-amerikanischen 1949 ab.

## Teilung nach dem Koreakrieg

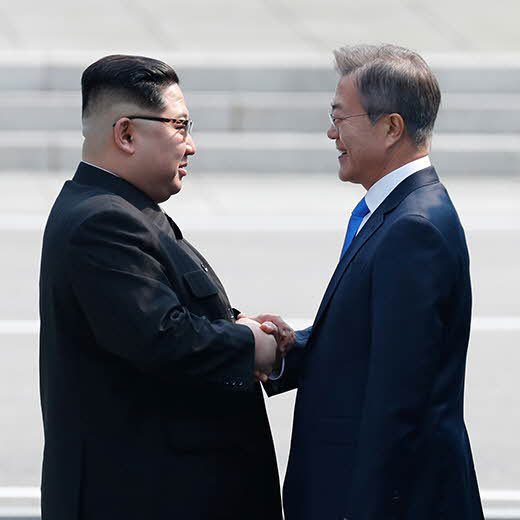
Kim Jong-un und Moon Jae-in beim innerkoreanischen Gipfeltreffen im April 2018.

Im Juni 1950 versuchte Nordkorea durch einen militärischen Überfall auf den Süden die Vereinigung des Landes gewaltsam zu erzwingen. An dem hieraus entstandenen Koreakrieg beteiligten sich auf Seiten Südkoreas eine Reihe von westlichen Staaten, gedeckt durch eine Resolution des Sicherheitsrates der Vereinten Nationen direkt mit Truppen. Auf nordkoreanischer Seite traten später Truppen der noch jungen Volksrepublik China in den Krieg ein. Indirekte Hilfe in der Form von Kriegsmaterial und Ausbildern kam von der Sowjetunion.
Nach dem Waffenstillstand im Juli 1953, der die Kampfhandlungen beendete, blieb die Teilung der Halbinsel bestehen. Sie verläuft seither entlang einer Demarkationslinie, die etwa auf der Höhe des 38. Breitengrades liegt (siehe Karte). Um die Demarkationslinie herum wurde gemäß den Waffenstillstandsbestimmungen eine demilitarisierte Zone eingerichtet.
Im Norden etablierte sich ein kommunistisches Regime, das im Ausland gemeinhin als totalitär und isolationistisch angesehen wird. Der Süden – anfangs eine von den Vereinigten Staaten gestützte Diktatur – hat sich dagegen zu einer Demokratie nach westlichem Vorbild entwickelt. Die Wirtschaft des zunächst deutlich reicheren und fortschrittlicheren Nordkorea begann mit der Zeit unter den politischen Verhältnissen zu leiden und brach in den 1990er Jahren zusammen, während Südkorea seit den 1970er Jahren einen wirtschaftlichen Aufschwung erlebt hat und heute zu den zwanzig größten Volkswirtschaften der Welt zählt.
Seit dem Ende des Koreakrieges kam es zu verschieden intensiven Phasen der Annäherung und Entfremdung der beiden Staaten und einer Reihe bewaffneter Grenzzwischenfälle (siehe dazu Korea-Konflikt). Eine Koreanische Wiedervereinigung wird Stand 2024 nur von Südkorea für perspektivisch möglich gehalten. Der nordkoreanische Staatspräsident Kim Jong Un hatte Anfang desselben Jahres erklärt, dass Nordkorea eine Wiedervereinigung nicht anstrebt und auch aufgegeben hat.